# Leonard Boswell

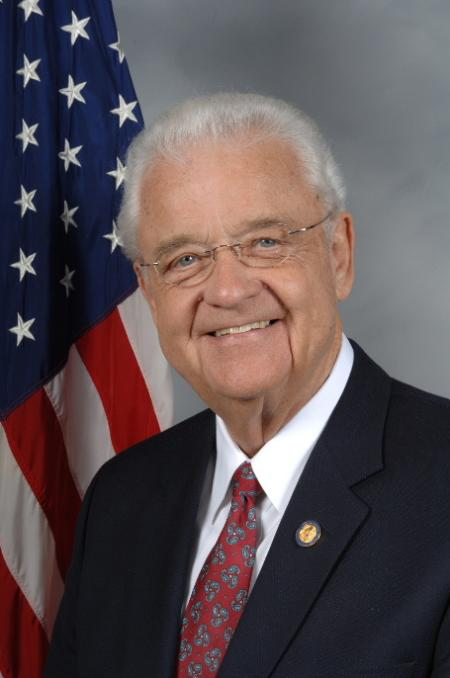
Leonard Boswell

Leonard L. Boswell (* 10. Januar 1934 im Harrison County, Missouri; † 17. August 2018 in Des Moines, Iowa) war ein amerikanischer Politiker. Von 1997 bis 2013 vertrat er den Bundesstaat Iowa im US-Repräsentantenhaus. Bei der Wahl 2012 unterlag er seinem republikanischen Mitbewerber Tom Latham.

## Werdegang
Leonard Boswell besuchte bis 1952 die Lamoni High School in Iowa. Danach diente er von 1956 bis 1976 in der US-Armee. Dabei war er auch im Vietnamkrieg eingesetzt. Außerdem war er zeitweise in Deutschland und Portugal stationiert. In der Armee brachte er es bis zum Oberstleutnant. Während seiner Militärzeit studierte er bis 1969 am Graceland College. Nach seiner Militärzeit bewirtschaftete er die familieneigene Farm in Davis City. Zwischen 1979 und 1993 war er Vorstandsmitglied und die meiste Zeit auch Direktor der Farmervereinigung im Decatur County.
Politisch schloss sich Boswell der Demokratischen Partei an. Zwischen 1984 und 1996 saß er im Senat von Iowa; seit 1992 war er dessen Präsident. Bei den Kongresswahlen des Jahres 1996 wurde er im dritten Wahlbezirk von Iowa in das US-Repräsentantenhaus in Washington, D.C. gewählt. Dort trat er am 3. Januar 1997 die Nachfolge des Republikaners Jim Ross Lightfoot an und konnte sich bei den folgenden Kongresswahlen jeweils behaupten, bis er 2012 von seinem republikanischen Herausforderer Tom Latham geschlagen wurde. Nach dem Neuzuschnitt der Wahlkreise hatte der bisher einen anderen Wahlkreis vertretende Lotham, der als gemäßigter Republikaner gilt und schon häufig gut mit Boswell zusammengearbeitet hatte, Boswell in seinem bisherigen Wahlkreis herausgefordert; zwischen beiden war es zu einem besonders teuren und heftig umstrittenen wahlkämpferischen Schlagabtausch gekommen. Mit Lathams Amtsantritt am 3. Januar 2013 schied Boswell aus dem Kongress aus.
Er galt als moderater Demokrat („blue dog“) und stimmte nicht selten mit den Republikanern gegen seine Partei – beispielsweise, als es um die Annahme des Patriot Act ging. Boswell war Mitglied im Landwirtschaftsausschuss und im Ausschuss für Transport und Infrastruktur sowie in einigen Unterausschüssen. Er war mit Dody Boswell verheiratet und lebte privat in Des Moines. Seine Ehefrau überlebte Boswell nur um acht Tage; sie starb am Morgen des 25. August 2018 in Des Moines.